# Diskos

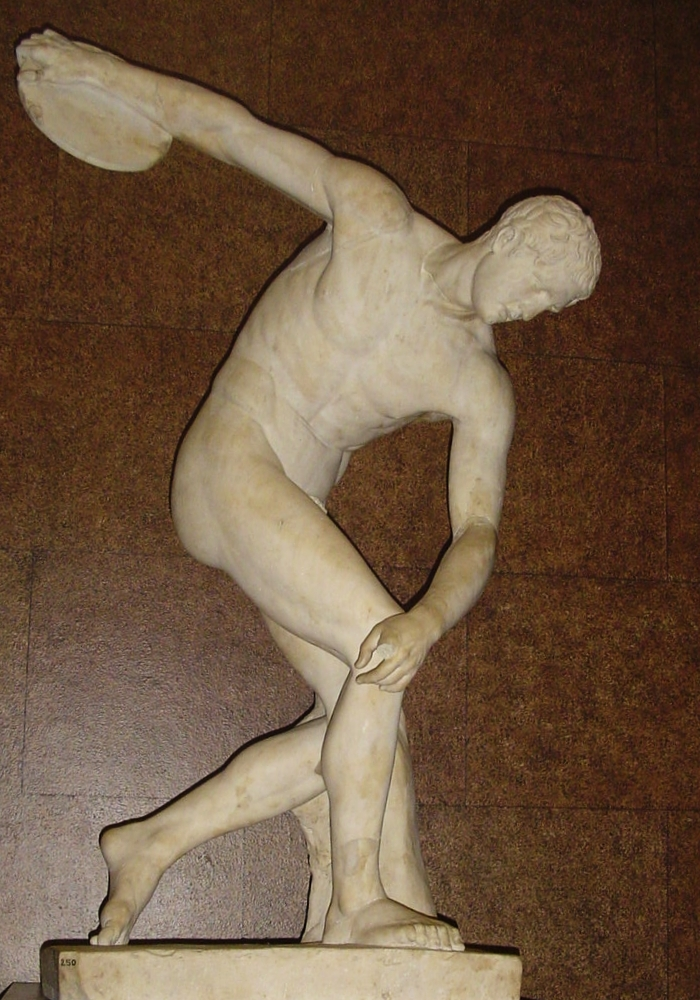
Diskobolos des Myron

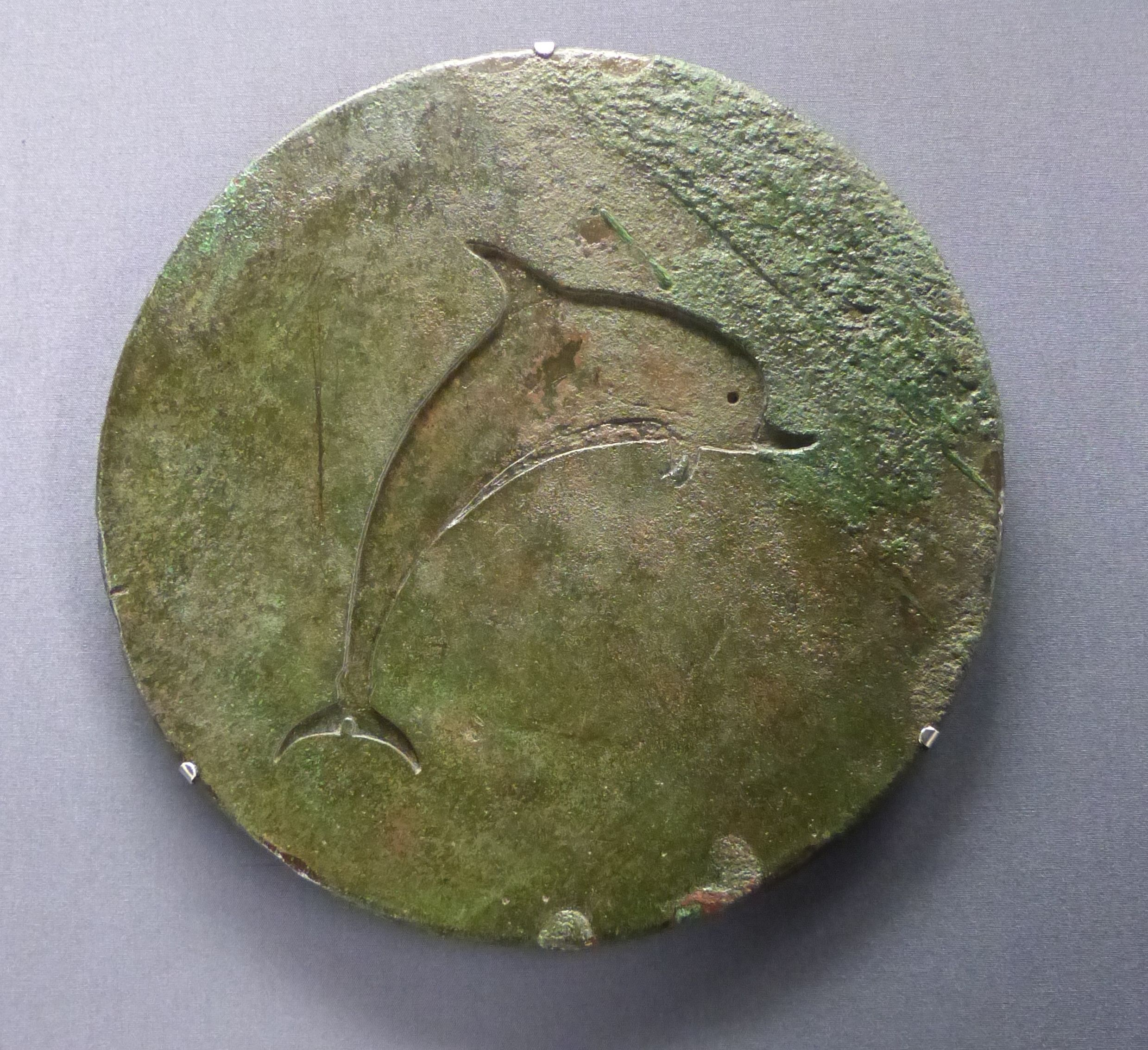
Diskos mit Delfin; um 500 v. Chr.

Diskos (altgriechisch δίσκος ‚Platte‘, ‚Scheibe‘) ist das antike Diskuswerfen, über das schon Homer in der Ilias und der Odyssee berichtet und das Bestandteil der Olympischen Spiele der Antike war.
Im Unterschied zum Diskuswerfen der Neuzeit war der Wurfplatz in der Antike nicht kreisförmig, sondern nach hinten offen. Die Sportler warfen mit einem Diskus aus Bronze, der 5–6 kg statt der heute üblichen 2 kg wog. Auch der Durchmesser dieser antiken Disken war mit ca. 35 cm einiges größer als die heutigen 22 cm. Es gab keine genormten Diskusscheiben, es war vielmehr nur entscheidend, dass die Teilnehmer eines Wettkampfes unter gleichen Bedingungen gegeneinander antraten.
Das Werfen eines antiken, schweren und größeren Diskus ist ein reiner Kraftakt. So wurde der Diskus in der Antike wahrscheinlich nur durch eine halbe Drehung und mit viel Kraft weggeschleudert. Im Gegensatz dazu besitzen heutige Sportler ausgefeilte Drehtechniken, bei denen sie den leichteren Diskus in einer eineinhalbfachen Drehung herumwirbeln und in die Weite schleudern.
Die griechische Mythologie berichtet davon, dass Hermes und Apollon beim Diskos unbeabsichtigt zwei Zuschauer tödlich trafen. Die beiden Götter ließen ihre Opfer Krokos und Hyakinthos als Blumen unsterblich werden, um damit ihre Schuld zu sühnen. Auch Perseus erschlug bei einem Kampfspiel seinen Großvater Akrisios durch den Wurf eines Diskos.
Der Diskophoros nach Polyklet und der Diskobolos des Myron zeigen jeweils eine Statue der klassischen Zeit, die auch mit dem Sportgerät in der Hand in römischen Kopien überliefert ist.